# 梅屋 (神奈川県)
株式会社梅屋（うめや）は、平塚駅北口にあるテナントビルを運営する会社である。
かつては、「梅屋百貨店」として日本百貨店協会に加盟し、湘南を代表する百貨店だった。商品供給グループとしては西武百貨店が主催する日本百貨店経営協議会 (JMA) や三越ジョイントバイインググループにも所属していた。現在は直営売場を完全に廃止してテナントだけのビルになっているため、百貨店協会及びどの百貨店グループにも属していない。

## 概要
1909年（明治42年）に浜田イシが小間物類の行商を行ったのが始まりである。
1951年（昭和26年）1月に資本金500万円で「株式会社梅屋」を設立して法人化した。
1952年（昭和27年）に「厚木店」を皮切りに、1956年（昭和31年）7月に「小田原店」、1962年（昭和37年）12月に「秦野店」と多店化を進めたが、百貨店法への対応の為、1963年（昭和38年）9月に「株式会社丸梅ストアー」として支店網を分社化した。
1963年（昭和38年）11月14日に梅屋百貨店本館（地上13階・地下2階、約11,000m2）新築完成。
後にテナントビル「ユーユー（YouU）館」（地上6階・地下1階、5,600m2）を増築。本館とユーユー館は6階、3階と地下で連絡された。
当時、湘南エリアには、これを上回る規模の百貨店は存在しなかったため、梅屋は、平塚を発祥とする十字屋、長崎屋等とともに「東は三浦から、西は熱海まで」（相模湾沿岸全て）の広大な商圏から集客をすることが可能だった。
しかし、1960年代後半 - 1970年代に入ると茅ヶ崎市、藤沢市、厚木市など隣接地域に大型店が続々進出したため商圏は次第に小さくなっていった。そして、市内にも、ラスカ(駅ビル　1973年6月20日開店　16,724m2)、忠実屋（紅谷町　1977年11月30日開店 後のダイエー平塚店 8,274m2）等が進出。小さなパイの奪い合いとなり、既存店の売上は減少していった。そして1999年4月21日、OSCオリンピック湘南シティが2倍近い広大な面積（31,120m2）のショッピングセンターを駅の南側に建設され、専門店街、飲食店街、映画館、銀行等が入居した。この影響で人の流れが変わり、とどめを刺すことになった。
その結果、2008年（平成20年）9月30日に長崎屋（8,423m2）、そして2012年9月末にはダイエー（7,147m2）も閉店。
そんな中、梅屋は「最後まで残った百貨店」として営業を続けてきたが、2005年に施行された「耐震改修促進法」により、老朽化ビルの耐震が義務づけられ、梅屋は改修が必須と診断された。
濱田純一社長は「百貨店としての役目は終えた」「百貨店としては全国でも小規模で、この規模の営業は私たちが国内最後だった」等と語り、「百貨店としての梅屋」の閉店を決断した。
2011年8月31日に本館を閉店（従来からテナントビルだったユーユー館は営業を続行）し改修工事着工。
2012年9月25日、全館をテナントビル「ユーユー・ウメヤ（YouU UMEYA）」とリニューアルして再スタートした。
これに伴い　従来の本館は「ユーユー本館」、ユーユー館は「ユーユー駅前館」と呼称が変更された。ビルのコンセプトは「デイリーな需要に対応する生活密着館。毎日使いたいリーズナブルプライス」とし、自動車を保有していない高齢者が買い物難民にならないように配慮している。
2022年4月、運営会社の梅屋は施設の老朽化に伴い平塚ユーユー梅屋本館の営業を2022年9月末までに終了することを明らかにした。そして、同年9月25日をもって梅屋本館は営業を終了した。

## フロアガイド
| 階  | 本館 フロアガイド(閉館)                            |
| --- | -------------------------------------------------- |
| 6F  | Coo＆RIKU 他                                       |
| 5F  |                                                    |
| 4F  |                                                    |
| 3F  | パシオス、ハニーズ、他                             |
| 2F  | パシオス、きもの京彩、他                           |
| 1F  | レディース・ファッション他                         |
| B1F | スーパーマーケットたまや(2015/10閉店)⇒相鉄ローゼン |
| B2F | スーパーマーケットたまや(2015/10閉店)⇒相鉄ローゼン |

| 階  | 駅前館 フロアガイド                                             |
| --- | --------------------------------------------------------------- |
| 6F  | 100円ショップダイソー                                           |
| 5F  | 100円ショップダイソー                                           |
| 4F  | ユニクロ⇒催事場                                                 |
| 3F  | ナックキッズ                                                    |
| 2F  |                                                                 |
| 1F  | サンドラッグ、ドトールコーヒー、崎陽軒、合鍵修理(2024/5/31閉店) |
| B1F | サンドラッグ                                                    |

## かつて存在した店舗
- 丸梅ストアー厚木店（厚木市仲町2-13-12[15]、1952年（昭和27年）開店[1]）

- 丸梅ストアー小田原店（小田原市栄町1-1-12[15]、1956年（昭和31年）7月開店[1]）

- 丸梅ストアー秦野店（秦野市寿町1-6[16]、1962年（昭和37年）12月開店[1]）

売場面積505m2。
- 丸梅ストアー大磯店（中郡大磯町大磯90[15]、?開店）

- 丸梅ストアー沼津店（静岡県沼津市大手町228[18]、1961年（昭和36年）2月開店[1]）